# جمهورية البوشناق المقترحة
تم اقتراح جمهورية البوشناق أو «الكيان البوسني» خلال حرب البوسنة والهرسك عندما تم وضع خطط لتقسيم البوسنة والهرسك إما أن يتم تأسيسها كواحدة من ثلاث دول عرقية في كونفدرالية فضفاضة أو «دولة إسلامية» مستقلة في المنطقة التي يسيطر عليها الجيش البوسني على النحو الذي اقترحه الإسلاميون. وهكذا فإن الأراضي التي يسكنها البوسنيون أو المنطقة التي يسيطر عليها الجيش البوسني (جمهورية البوسنة والهرسك) ستصبح دولة بوسنية كما كانت جمهورية صرب البوسنة لصرب البوسنة والهرسك والجمهورية الكرواتية في البوسنة والهرسك بالنسبة لكروات البوسنة والهرسك. كان من شأن اتفاق غراتس الصربية الكرواتية الفاشلة لعام 1992 أن تشهد دولة بوسنية عازلة صغيرة تسمى بازدراء «علييا باشالوك» على خريطة معروضة أثناء المناقشات. خطة أوين ستولتنبرغ (يوليو 1993) ستمنح البوسنيين 30٪ من الأراضي بما في ذلك حوالي 65٪ من السكان البوسنيين (حسب تعداد عام 1991). في فبراير 1994 اقترح حزب العمل الديمقراطي دولة بوسنية يكون فيها الصرب والكروات أقليات قومية. أنهت اتفاقية دايتون (نوفمبر - ديسمبر 1995) الحرب وأنشأت جمهورية البوسنة والهرسك الفيدرالية المكونة من كيانين وهما اتحاد البوسنة والهرسك وكرواتيا وجمهورية صرب البوسنة. كما لاحظ خبير العلاقات الدولية نيلز فان ويليجان: «في حين أن كروات البوسنة والهرسك وصرب البوسنة والهرسك يمكن أن يعرفوا أنفسهم مع كرواتيا أو صربيا على التوالي فإن غياب دولة البوشناق جعل البوشناق ملتزمون بشدة بالبوسنة والهرسك ككيان سياسي واحد».
ظهرت نصوص دعائية عام 1996 بعد الحرب تطالب بدولة البوشناق. حذر البوشناق العلمانيون من أن تقسيم الدولة سيقود شعبهم إلى الأصولية الإسلامية.

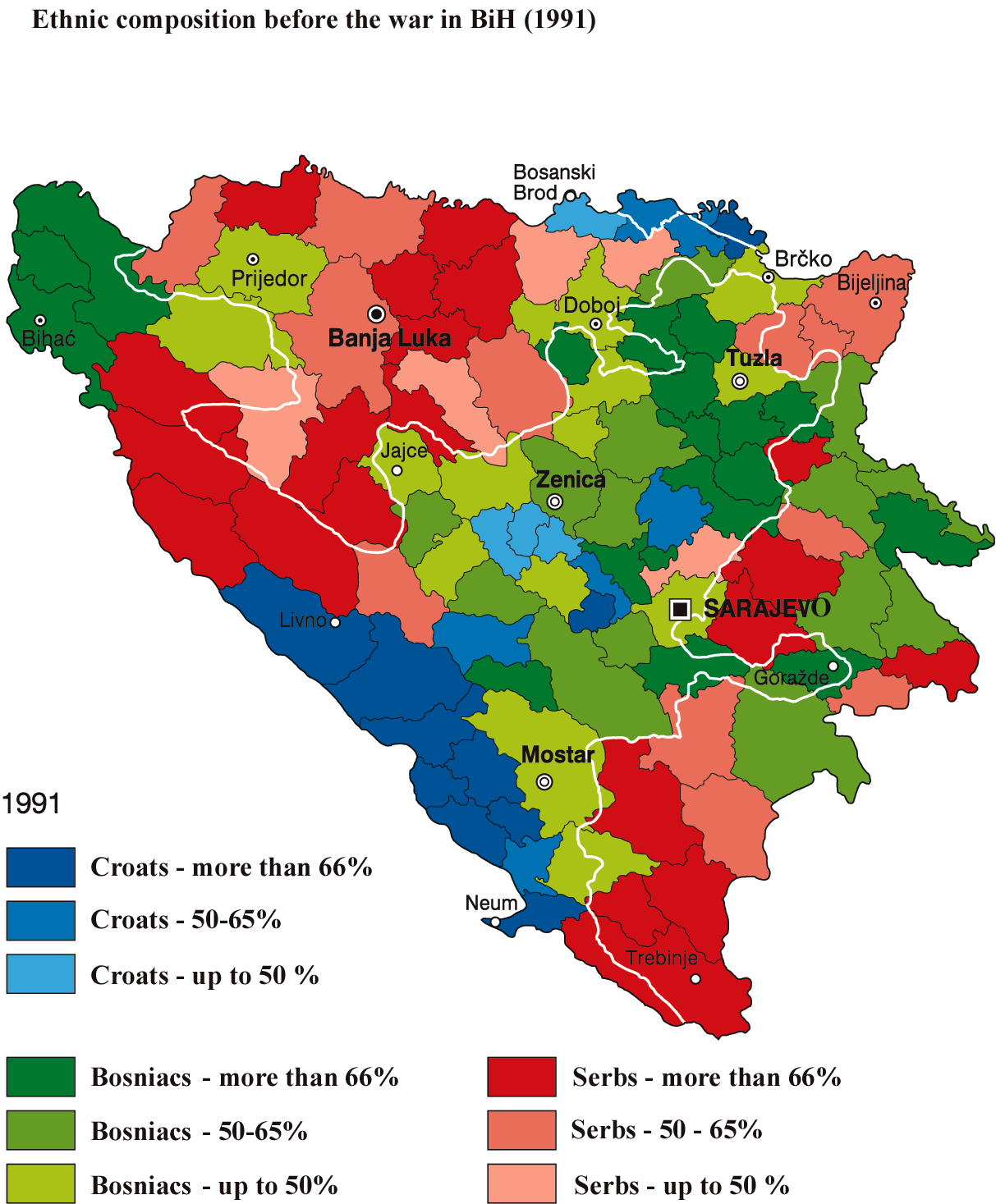
التكوين العرقي عام 1991
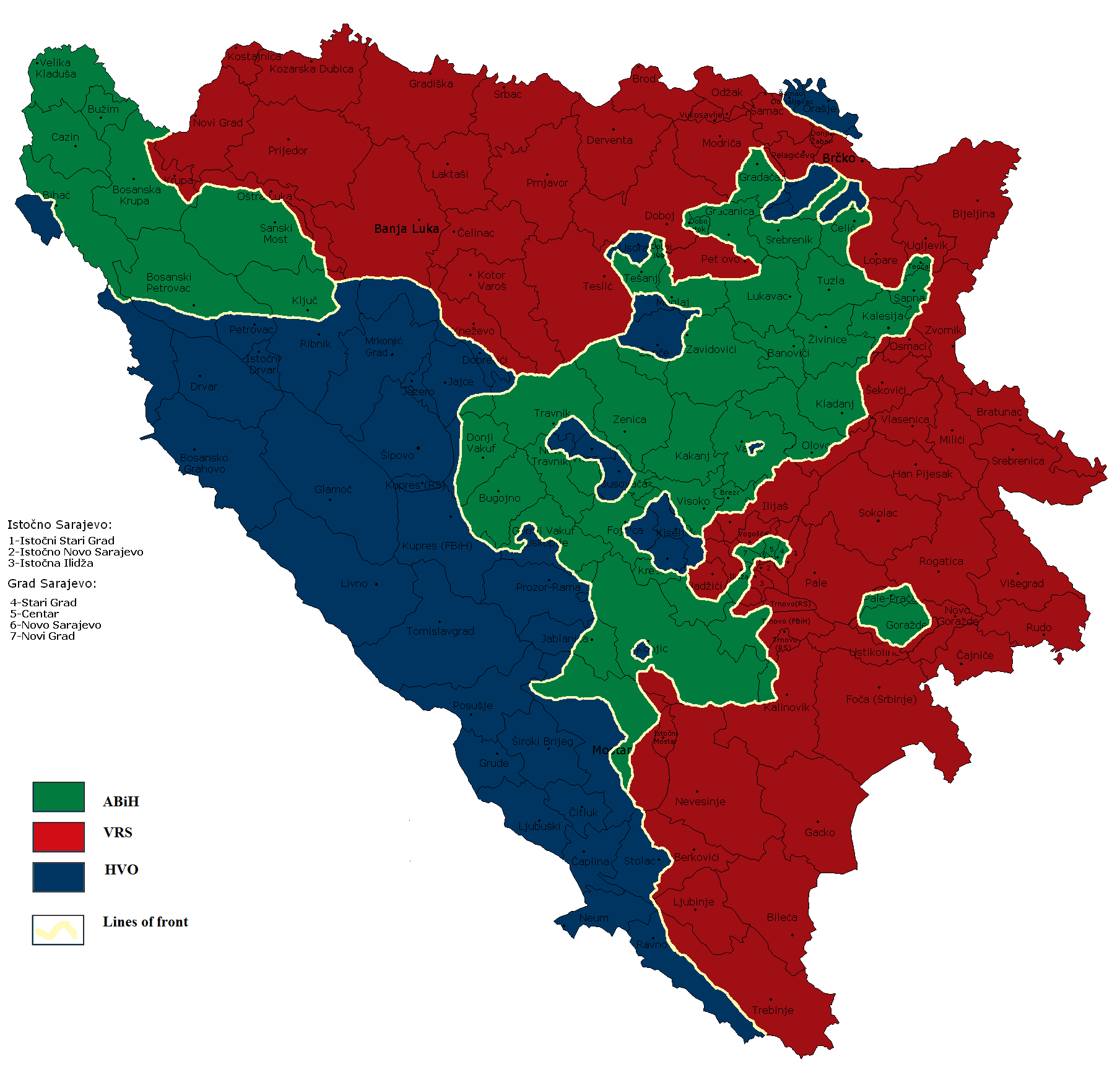
السيطرة العسكرية قبل دايتون (1995)
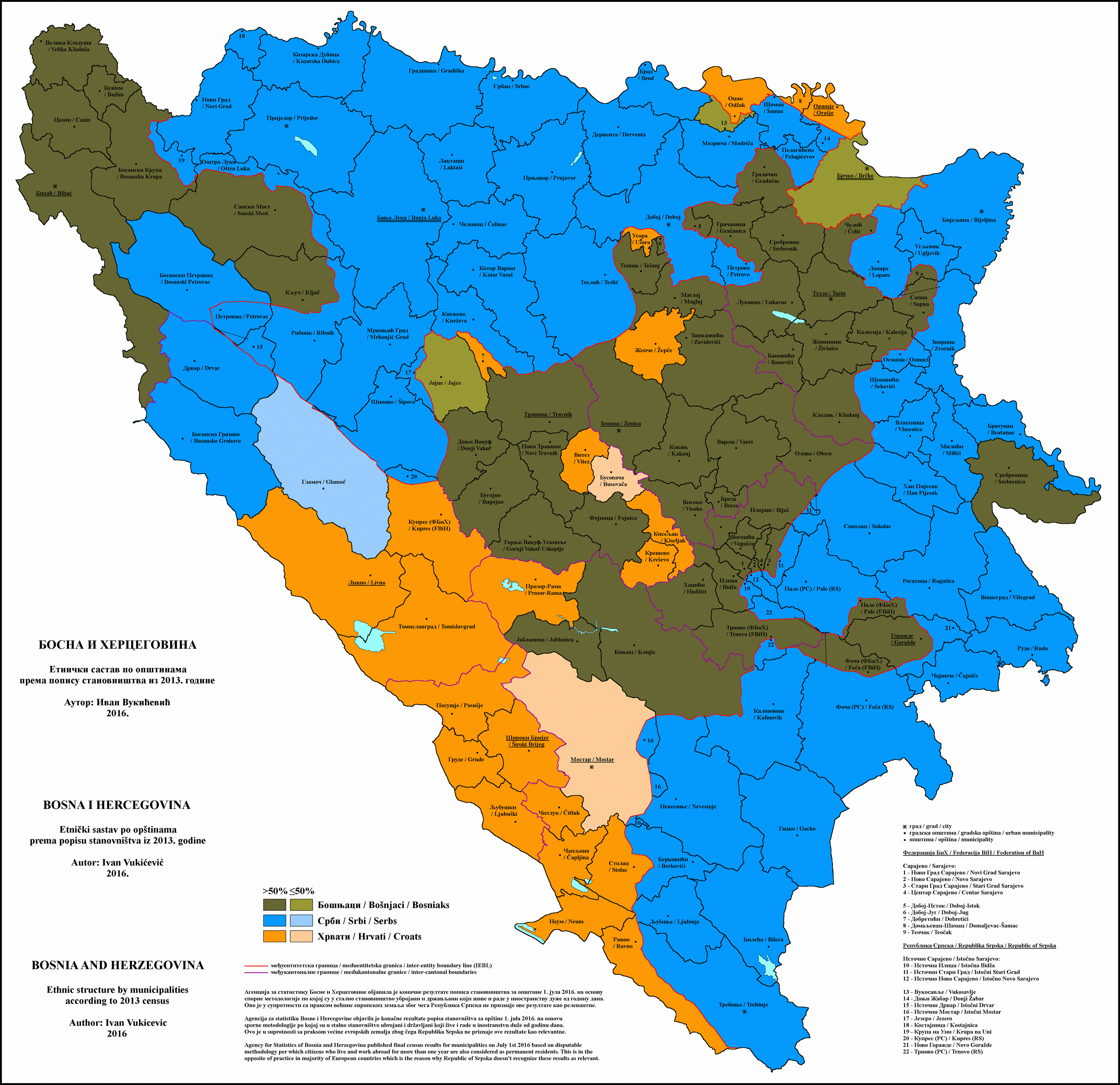
التكوين العرقي في عام 2013